# Левашёва, Ольга Евгеньевна
Ольга Евгеньевна Левашёва (17 марта [30 марта] 1912, Благовещенск-на-Амуре — 21 февраля 2000, Москва) — советский и российский музыковед и педагог; профессор, доктор искусствоведения (1963); член Союза композиторов СССР.

## Биография
Родилась в 1912 году в Благовещенске-на-Амуре. В 1937 году окончила музыкальное училище при Московской консерватории (класс фортепиано), в 1943 — теоретико-композиторский факультет (класс К. А. Кузнецова), в 1946 — аспирантуру.
В 1945—1946 годах была лаборантом, а в 1946—1949 — ассистентом кафедры истории русской музыки Московской консерватории. С 1946 по 1972 год преподавала в Московской консерватории историю русской музыки (с 1966 года — профессор).
В 1950—1951 годах О. Е. Левашёва — научный сотрудник Государственного центрального музея музыкальной культуры. С 1951 года старший, затем ведущий научный сотрудник отдела музыки ВНИИ искусствознания.
О. Е. Левашёва — автор монографий, статей, публикаций в коллективных трудах. Основные области её научных интересов — русская музыка XVIII — первой половины XIX века, музыка советских композиторов, музыка Норвегии и веризм в оперном искусстве. В числе опубликованных ею работ — монографии о Григе, Пуччини, Глинке, Листе и пр. Также принимала участие в написании ряда учебников по истории русской музыки.
В числе наград — орден «Знак почёта», медаль «В память 850-летия Москвы», Государственная премия РСФСР имени М. И. Глинки (1989).
Умерла в 2000 году в Москве. Похоронена на Введенском кладбище, участок 23.

### Семья
Племянник, Е. М. Левашёв (1944—2022), — музыковед-историк, ведущий научный сотрудник ГИИ искусствознания.